# 자유종
《자유종》(自由鍾, 1910년)은 이해조의 대표적인 신소설이다. 이 작품의 특색은 등장인물이 모두 여성으로만 되어 있고, 그 형식이 서두와 결말의 몇 줄만이 지문일 뿐, 대부분 처음부터 끝까지 대화로만 엮어 나갔다. 이 작품에는 '토론 소설'이라는 표제가 붙어 있고, 내용은 철두철미하게 여권문제(女權問題)·자녀교육·자주독립·계급 및 지방색 타파·미신 타파·한문 폐지 등에 관한 관념적인 토론으로 일관하고 있다. 신소설 중 정치적 주제의식이 가장 강한 작품이다.